# Peñalén
Peñalén – gmina w Hiszpanii, w prowincji Guadalajara, w Kastylii-La Mancha, o powierzchni 59,18 km². W 2011 roku gmina liczyła 98 mieszkańców.